# Dobročkovice
Dobročkovice (deutsch Dobrotschkowitz, auch Dobroczkowitz) ist eine Gemeinde in Tschechien. Sie liegt acht Kilometer östlich von Bučovice und gehört zum Okres Vyškov.

## Geographie

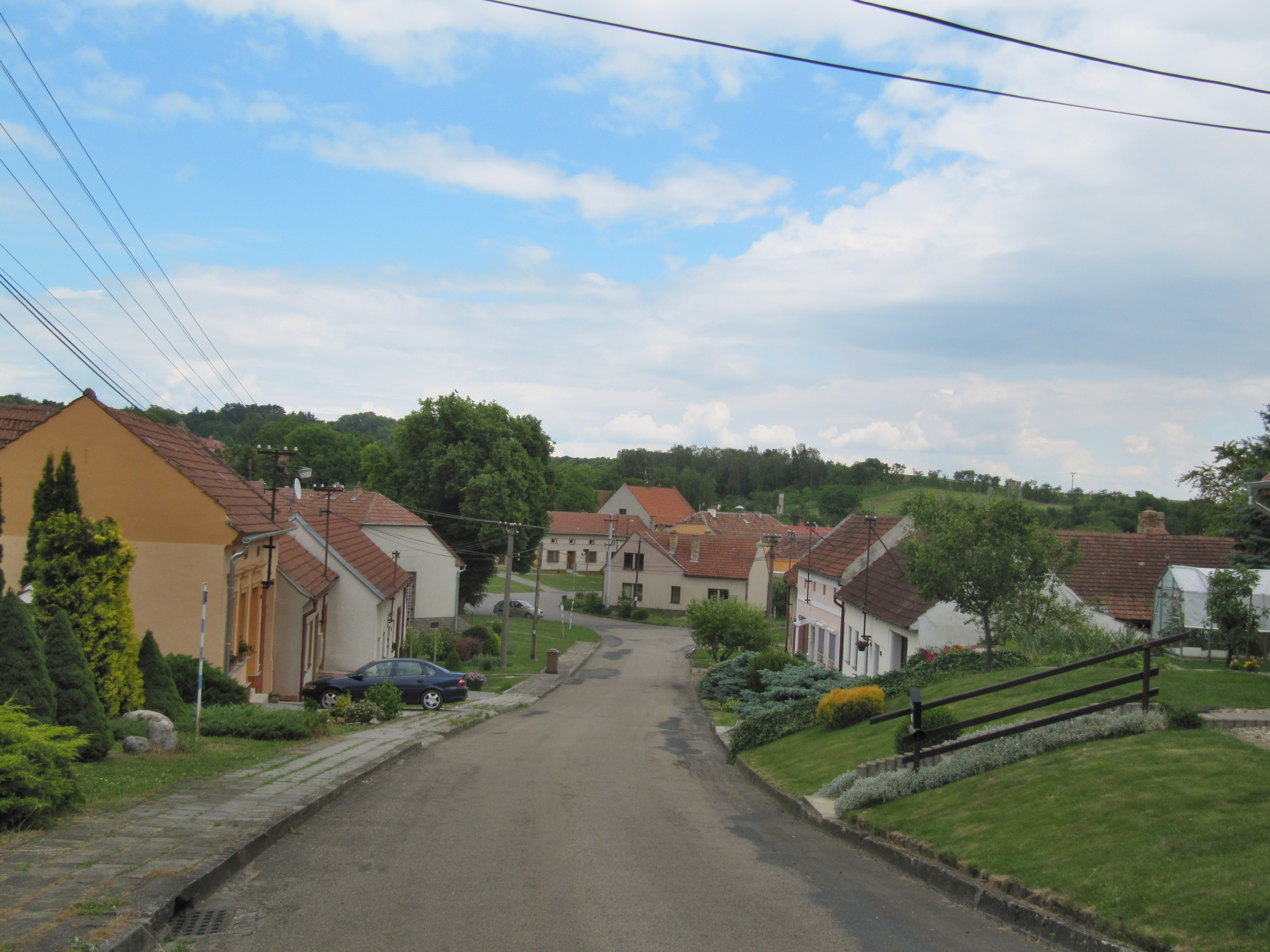
Dobročkovice (2014)

Der Rundling Dobročkovice befindet sich im Süden der Litenčické vrchy in der Talmulde des Baches Dobročkovický potok. Nördlich erhebt sich die Jezírka (388 m), im Nordosten die Habřina (295 m) und Chroustová (345 m), östlich die Galášky (311 m), im Süden der Brankovický kopec (338 m) und der Soudný (328 m) sowie westlich die Kopánky (349 m). Gegen Süden verläuft im Tal der Litava die Straße E 50/I/50 von Brno nach Uherské Hradiště und die Bahnstrecke Brno – Veselí nad Moravou.
Nachbarorte sind Komorov und Chvalkovice im Norden, Nemochovice und Kunkovice im Nordosten, Chvalnov-Lísky im Osten, Brankovice im Südosten, Nemotice und Snovídky im Süden, Nové Zámky und Nesovice im Südwesten, Milonice im Westen sowie Uhřice im Nordwesten.

## Geschichte
Archäologische Funde belegen eine frühzeitliche Besiedlung auf dem Gebiet der Gemeinde. Dazu gehören Reste einer Siedlung aus der Zeit der Bandkeramischen Kultur. Ein weiterer, bronzezeitlicher, Fund stammt aus der Zeit zwischen 1800 und 1500 v. Chr.
Der Grundriss des Dorfes lässt vermuten, dass es zwischen dem 8. und 10. Jahrhundert angelegt wurde. Die Kirche wurde wahrscheinlich um 1300 errichtet. Die erste schriftliche Erwähnung des Dorfes erfolgte im Jahre 1355 als Besitz von Lucek und Jan von Dobročkovice. Nach Bartosz Paprocki soll 1348 Mikeš von Zástřizl den Ort besessen haben und die Kirche erbaut haben, dies ist jedoch zweifelhaft. Die Vladiken von Dobročkovice waren ein Zweig des Geschlechts von Schwabenitz. 1358 wurden die Brüder Vlček und Ješek von Dobročkovice als Besitzer genannt. 1376 gehörten Teile des Dorfes Jan von Dobročkovice gemeinsam mit dessen Söhnen Vlček und Vavřinec. Weitere Anteile der zersplitterten Güter besaßen neben den Vladiken von Dobročkovice in der zweiten Hälfte des 14. Jahrhunderts wechselseitig auch Angehörige der Geschlechter von Otaslavice, von Kobeřice und von Zástřizl. Jindřich von Zástřizl kaufte 1406 den Erbteil seiner Frau Bolka von Dobročkovice und begann sukzessive die meisten Anteile des Gutes in seiner Hand zu vereinigen. Ein Anteil von Dobročkovice gehörte 1437 Zdeněk und Jan Vlk von Schwabenitz. Ab 1493 gehörte das Dorf gänzlich den Rittern von Zástřizl. Oneš und Hynek von Zástřizl überließen im selben Jahre ihre Anteile an Jaroš von Zástřizl auf Morkovice. Im Jahre 1502 erwarb Jaroš noch den Anteil von Aleš von Zástřizl und schloss das Gut zu einer Einheit zusammen. 1516 verkauften die Zástřizl Dobročkovice an Jan Kobík von Opatov. Nach dem Tode seines Sohnes Jiřík wurde das Gut 1544 zwischen dessen Schwestern Elisabeth und Margarethe sowie Markyta Packová von Pačlavice, einer Tante des Verstorbenen, aufgeteilt. Im 16. Jahrhundert gewannen die Böhmischen Brüder starken Einfluss, in dieser Zeit wurde die Pfarrstelle mit Nichtkatholiken besetzt. Ab 1555 gehörte Dobročkovice größtenteils Václav Havránek von Rybí. Er verkaufte den Besitz zusammen mit Jakub Pacák, dem Besitzer des anderen Drittels, an Záviš von Víckov. Dieser ließ ab 1561 südwestlich des Dorfes auf einer Terrasse über der Litava und dem Teich Kynický rybník ein mächtiges vierflügeliges Renaissanceschloss erbauen. Die Feste in Dobročkovice gab er auf. 1569 verstarb Záviš. Das Schloss Neuschloss blieb unvollendet, da seinem Nachfolger Přemek von Víckov die Mittel für den Fortbau fehlten. Přemek verkaufte 1575 die Herrschaft Neuschloss mit dem Schloss einschließlich Hof, Brauerei, Teich und Mühle, dem Hof Dobročkovice und dem dortigen Kirchpatronat sowie dem wüsten Dorf Knínice an Heinrich von Zástřizl. Ab 1590 folgten die Martinkovský von Rozseč und danach die Kravařský von Šlejvice als Besitzer. Im Jahre 1611 ist erstmals wieder ein katholischer Pfarrer nachweisbar. Nach der Schlacht am Weißen Berg wurden die Güter dem kaiserlichen Günstling Nikolaus Nusser von Nussek übereignet. Infolge des Dreißigjährigen Krieges, in dem Ungarn, Kumanen und Schweden die Gegend verwüsteten, lagen 1654 30 der 44 Anwesen wüst. Die Pfarre erlosch in dieser Zeit. Zu den weiteren Besitzer der Herrschaft Neuschloss gehörte ab 1665 Dorothea Katharina von Schleswig-Holstein-Gottorf. 1671 schloss Alexander Heinrich von Schleswig-Holstein-Gottorf Neuschloss mit den zugehörigen Dörfern Dobročkovice, Nesovice, Letošov, Milonice und der Wüstung Rošťoutky an das Gut Milonice an. Nach weiteren Besitzerwechseln erwarb 1750 der Gründer der Gelehrtengesellschaft Societas incognitorum, Josef Leopold von Petrasch den Besitz. Im Jahre 1798 erwarb Alois Joseph von Liechtenstein die Güter und schloss sie seiner Herrschaft Butschowitz an. Im Jahre 1834 bestand das Dorf aus 92 Häusern und hatte 458 Einwohner. Die erste Dorfschule wurde 1846 eingeweiht.
Nach der Aufhebung der Patrimonialherrschaften bildete Dobročkovice ab 1850 eine Gemeinde in der Bezirkshauptmannschaft Wischau. Die Liechtensteiner vereinten 1890 die Herrschaften Steinitz und Butschowitz zum Gut Butschowitz-Steinitz. 1898 gründete sich die Freiwillige Feuerwehr. 1928 wurde Dobročkovice elektrifiziert und 1929 entstand die Straße nach Brankovice. 1931 wurde ein neues Schulgebäude errichtet. Zum Ende des Zweiten Weltkrieges nahm am 30. April 1945 die rumänische Armee Dobročkovice nach Kämpfen mit der Wehrmacht ein. Dabei fielen sechs Rumänen, sie wurden später in einem Massengrab auf dem Friedhof beigesetzt. 1949 entstand der Friedhof. Zwischen 1949 und 1959 gehörte die Gemeinde zum Okres Bučovice und kam nach dessen Aufhebung 1960 zum Okres Vyškov zurück. Im Jahre 1952 wurde ein neues Gemeindeamt eingeweiht. Wegen zu geringer Schülerzahl stellte die Grundschule 1977 den Unterricht ein. Zwischen 1976 und 1990 war Dobročkovice nach Brankovice eingemeindet. 1991 schloss der Kindergarten. Gepfarrt ist das Dorf nach Milonice.

## Ortsgliederung
Für die Gemeinde Dobročkovice sind keine Ortsteile ausgewiesen.

## Sehenswürdigkeiten
- Pfarrkirche Allerheiligen, sie wurde nach Bartosz Paprocki im Jahre 1348 unter Mikeš von Zástřizl errichtet, wahrscheinlich entstand sie jedoch ein halbes Jahrhundert früher.
- Statue der Jungfrau Maria von Lourdes, aus dem Jahre 1915
- Betsäule
- 650-jährige Linde an der Kirche
- Denkmal für die im Zweiten Weltkrieg gefallenen rumänischen Soldaten, errichtet 1946
- Kreuz an der Kirche, geschaffen 1921
- Renaissanceschloss Nové Zámky, südwestlich des Dorfes, der unvollendete Bau entstand in den Jahren 1561–1569 und ist in seiner Bauart in Mähren einzigartig.
- Schloss Komorov, nördlich von Dobročkovice, errichtet 1811–1812 im Empirestil für Johann Pagatsch von Paburg, es befindet sich derzeit in einem ruinösen Zustand